# 1967年中印边境冲突
1967年中印边境冲突，又稱乃堆拉-卓拉山口衝突，是中华人民共和国与印度历史上发生的第二次边境冲突。发生于1967年9月和10月在当时受印度作为保护国的锡金王国与中国西藏的交界。在卓拉山口和乃堆拉山口冲突里，印度称印度军队死88人伤162人，中国人民解放军死340人伤450人。中国称在乃堆拉山口冲突中，印军伤亡共计607人，中国人民解放军死32人伤91人；卓拉山口中印两军伤亡共计195名。

## 乃堆拉山口衝突
1967年印軍多次在乃堆拉山口越入中方強行架設鐵絲網，並於9月7日刺傷2名前來攔阻的中方士兵。11日晨，印軍120餘名在1名中校營長指揮下再次構築工事，將鐵絲網架設靠近中國國境。解放軍鳴槍警告，但印軍置之不理，繼續架設工事。中國軍隊上前阻止，印軍也進行抵抗，雙方扭打在一起。衝突不斷升級，而印軍於8時7分開槍打死打傷中方官兵7人，佔據制高點的中方機槍陣地開火，據稱射殺50餘名印軍。帶領此次行動的印軍中校中彈負傷，印軍被迫後撤、放棄架設鐵絲網的計劃。
同時，解放軍利用火箭筒、無後坐力炮、迫擊炮等摧毀印軍架設於中國領土內之工事，以防止印軍再次反撲。印軍陣地也被解放軍機槍壓制，步兵近距離作戰自此結束。8時15分，印軍縱深炮火開始前沿及縱深炮擊。40分鐘後，中方炮火還擊。由於解放軍懷疑印軍使用大口徑火炮，中方也以122毫米榴彈砲還擊，成功壓制印軍炮兵陣地八個、指揮所兩個，並摧毀印軍 23 個工事。13日22時。印軍停止炮擊。中方按照周恩來總理的指示，於14日14時46分也停止炮擊。此次戰鬥，印方傷亡600人左右，中方傷亡123人。
印方派遣錢克拉少校為代表，於9月16日打著白旗進入中方境內領走了此前遺棄的屍體14具，各種槍枝24支及其他軍用物資，並在移交書上簽了字。。但解放軍在乃堆拉山口的許多碉堡也被印軍摧毀。
中印雙方均指責對方率先挑起衝突。

## 卓拉山口衝突
1967年10月1日，解放軍亞東獨立營官兵發現卓拉山1之印軍廓爾喀聯隊第7營，早飯後，中方全部進入陣地。11時20分，印軍一名排長率8名士兵，從304號地區向解放軍士兵靠近。為防止對方突然襲擊，解放軍山口分隊（亞東獨立營3連和加強的31團炮3連2個排）也同時作好了戰鬥準備。11時45分，8名印軍越界後解放軍提出警告，印軍則扣押上前的中方哨兵。解放軍守點分隊與其發生扭打，將印軍排長推出境外，印軍排長隨後使用手槍射擊。隨後304號地區的印度軍隊全向中方開槍射擊，當即打死打傷2名中國士兵，並以81迫擊炮、51迫擊炮向中國指揮所、炮兵陣地射擊。中方山口分隊於11時58分進行開火還擊，將越境的廓爾喀士兵擊退。12時5分，中方31團炮3連2個排開始以火力支援步兵戰鬥。3門82炮首先對305號敵火力點和迫擊炮射擊。12時15分，3門57無後座力炮對敵301號地區之工事和火器射擊。到19時55分,雙方停止炮擊，炮3連2個排先後對8個目標射擊。壓制敵81、51迫擊炮陣地各1個，據印度向其上司報告稱印軍被摧毀前沿工事9個，被斃死斃傷195人。

## 後續
锡金王国受到印度政治与军事的影响，并最终于1975年并入印度成为印度的锡金邦。中国直到2003年中印关系缓和后，才承认锡金吞并的合法性。

## 评价
有学者认为，在這次衝突中“印軍使用美国援助，擊退中方部隊，達成‘戰術性勝利’”。